# Norman J. Holter

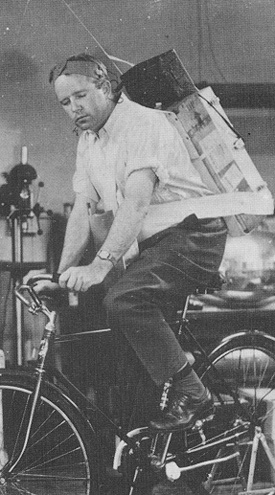
Norman J. Holter

Norman Jefferis Holter (* 1. Februar 1914 in Helena (Montana), Vereinigte Staaten; † 21. Juli 1983 ebenda) war ein US-amerikanischer Biophysiker.

## Familie
Er wuchs in seinem Geburtsort als Sohn einer Kaufmannsfamilie und Enkel eines bekannten Montana-Pioniers auf.

## Ausbildung
Nach der Grundschule begann er 1931 seine akademische Ausbildung an der University of California, Los Angeles und ging nach dem Abschluss (A.B. 1937) zu einem Studienaufenthalt an die Universität Heidelberg. 1939 erhielt er den Masters’ degree in Chemie (University of California) und 1940 in Physik (University of Southern California).

## Leistung
Norman J. Holter war ein sehr vielseitig interessierter und kreativer Grundlagenforscher. Er beschrieb die Voraussetzungen der Telemetrie von Biodaten und entwickelte erstmals ein System zur drahtlosen kontinuierlichen Aufzeichnung des Elektrokardiogramms (Langzeit-EKG). Darüber hinaus war er ein erfindungsreicher Entwickler wissenschaftlicher Verfahrens- und Messtechnik.

### Telemetrie
Neben der beruflichen Arbeit als Chemiker (1937/38) war Holter als Assistent von L. Detrick (University of California, 1940/1941) an Versuchen über den Effekt von Vitamin C auf die Ermüdung des Froschmuskels beteiligt. Er beschäftigte sich hauptsächlich mit Fragen, die die Herstellung geeigneter Instrumente betrafen, und interessierte sich für das bekannte Froschmuskel-Präparat, das Luigi Galvani 1771 in seiner historischen Arbeit über die „tierische Elektrizität“ benutzt hatte. 1939 begann die Zusammenarbeit mit Joseph A. Gengerelli mit der Idee, Froschmuskelkontraktionen ohne direkten mechanischen oder elektrischen Kontakt zu erzeugen, was durch Nervenstimulation im wechselnden elektrischen Feld gelang. Daraus entstand die Hypothese, dass nicht nur die telemetrische Signalübermittlung, sondern auch telemetrischer Signalempfang möglich sind.
1947 nahm Holter seine Forschung zur Telemetrie (gemeinsam mit Gengerelli) wieder auf und gründete die Holter Research Foundation mit dem Ziel, die Telemetrie als Werkzeug der Biowissenschaften weiterzuentwickeln. Zunächst untersuchte man die Übertragung von Elektroenzephalogrammen (EEG) und konnte 1949 das EEG eines radfahrenden Jungen drahtlos aufzeichnen. Anschließend wandte sich Holter der Elektrokardiographie zu, da die Oberflächenpotentiale des Herzens zehnfach stärker sind als die des Gehirns.

### Langzeit-EKG
Die erste drahtlose Übertragung eines Elektrokardiogramms (EKG) erforderte ein 45 kg schweres Gerät, das Holter während körperlicher Anstrengung auf dem Rücken trug. Der dann unter Laborbedingungen entwickelte Radioelektrokardiographie (RECG)-Sender benutzte die Verstärkungs- und Stromversorgungseinheit eines normalen EKG-Geräts sowie ein Sender- und Antennensystem. Die Empfangseinheit mit Oszilloskop war auf einem Wagen untergebracht.
Der nächste Schritt war die Konstruktion eines tragbaren RECG-Sender-Empfängers, der anfangs die Größe einer Aktentasche hatte. Bei Verwendung eines sehr dünnen Magnetbandes war die Aufzeichnung des Elektrokardiogramms über 24 Stunden möglich. Zur Auswertung der großen Datenmenge entwickelte Holter die Methode der Audio-Visual Superimposed ECG Presentation (AVSEP), mit der die Begutachtung eines kontinuierlichen 24-Stunden-EKGs in weniger als 20 Minuten möglich war. Ein verbessertes kleineres Mehrkanal-Modell arbeitete mit sehr langsamer Bandaufzeichnung.
Die erste klinische Anwendung nach der von Holter vorgeschlagenen Methode wurde 1954 von MacInnis durchgeführt, der die bioelektrischen Potentiale eines Herzinfarktpatienten radioelektrokardiographisch (RECG) während eines kurzen Fußmarsches übertrug. In Deutschland wurde die Technik der kontinuierlichen EKG-Aufzeichnung mit einem Holter-Avionics-System (Holter-Monitor) erstmals 1965 eingeführt. Heute ist das Langzeit-EKG ein diagnostisches Standardverfahren der Kardiologie.

### Marine
Holter diente ab 1941 in der Kriegsmarine als Senior physicist und hatte den Auftrag, das Verhalten der Meereswellen und ihre Bedeutung für militärische Wasser-Land-Operationen zu erforschen. Er führte unter anderem eine Messmethode ein, mit der der submarine Abstand zur Wasseroberfläche bestimmt werden konnte, was später die Unterquerung des Nordpols durch das U-Boot Nautilus erst ermöglichte.

### Kernwaffentests
1946 war Holter Chef von 33 Wissenschaftlern, die ozeanographische Auswirkungen der ersten Nachkriegs-Kernwaffentests der USA auf dem Bikini-Atoll beobachten sollten. Zur Aufzeichnung der durch nukleare Explosionen verursachten Wellenbewegungen und Unterwasserturbulenzen wurde 40 Tonnen schweres Messgerät benutzt. Die Zerstörung und Deformierung eines dieser Instrumente durch eine atomare Detonation inspirierte Holter später zur Produktion einer Serie von Stahlskulpturen (Geometry in Steel), die durch Sprengstoffexplosionen entstanden und dann in einer Ausstellung gezeigt wurden.

### Radioaktivität
Ein weiteres Projekt der 1950er Jahre war die Erarbeitung einer Methode, mit der durch Messung der Radioaktivität der Luft und Analysen der Windrichtung Rückschlüsse auf natürliche Uranvorkommen gezogen werden sollten. Das Unternehmen scheiterte, eröffnete aber die Möglichkeit, aus der gemessenen Radioaktivität der Luft und der Niederschläge den Ort von Kernwaffenversuchen (vor allem russische Tests) exakt zu bestimmen. Mit diesem Verfahren, das ein deutscher Wissenschaftler weiter entwickelte, konnte aus den gewonnenen Zerfallskurven weltweit die Identität und Herkunft radioaktiven Fallouts nachgewiesen werden. Das Verfahren verbesserte auch das Wissen über interkontinentale Meteorologie und die Natur der Jetstreams in oberen Luftschichten.

## Werke
- Remote recording of physiological data by radio (mit J. A. Gengerelli). Rocky Mountain Med J 46 (1949) 747
- Radioelectrocardiography: a new technique for cardiovascular studies. Ann NY Acad Sci 65 (1957) 913
- New Method for Heart Studies. Continuous electrocardiography of active subjects over long periods is now practical. Science 134 (1961) 1214
- Clinical observations using the electrocardiocorder-AVSEP continuous electrocardiographic system. Tentative standards and typical patterns (et al.). Am J Cardiol 14 (1964) 204
- The genesis of biotelemetry. Helena 1976